# Stanford DASH
Stanford DASH fue un multiprocesador coherente de caché desarrollado a fines de la década de 1980 por un grupo dirigido por Anoop Gupta, John L. Hennessy, Mark Horowitz y Monica S. Lam en la Universidad de Stanford. Se basó en agregar un par de tableros de directorio diseñados en Stanford a 16 máquinas SGI IRIS 4D Power Series y luego cablear los sistemas en una topología de malla usando una versión modificada de Stanford del Torus Routing Chip. Las placas diseñadas en Stanford implementaron un protocolo de coherencia de caché basado en directorio, permitiendo al Stanford DASH admitir memoria compartida distribuida para hasta 64 procesadores. Stanford DASH también se destacó por apoyar y ayudar a formalizar modelos de consistencia de memoria débil, incluida la consistencia de lanzamiento. Debido a que Stanford DASH fue la primera máquina operativa que incluyó una coherencia de caché escalable, influyó en la investigación informática posterior, así como en el SGI Origin 2000 disponible comercialmente. Stanford DASH está incluido en la retrospectiva del 25 aniversario de trabajos seleccionados del Simposio Internacional sobre Arquitectura de Computadores y varios libros de informática, han sido simulados por la Universidad de Edimburgo, y se utiliza como estudio de caso en las clases contemporáneas de informática.